# Guerriero di Capestrano
Il Guerriero di Capestrano è una scultura in calcare tenero locale del VI secolo a.C., del periodo dell'arte italica, rinvenuta in una necropoli dell'antica città di Aufinum, località situata nei pressi di Capestrano (AQ), e raffigurante un guerriero dell'antico popolo italico dei Vestini. Si tratta di una delle opere più monumentali e significative dell'arte italica ed è conservata a Chieti, nel Museo archeologico nazionale d'Abruzzo. Una riproduzione a grandezza naturale del Guerriero è collocata nell'atrio del Castello Piccolomini di Capestrano.

## Storia
La statua e un busto di donna furono rinvenuti il 28 settembre 1934 da un contadino, tale Michele Castagna, durante i lavori di dissodamento di un suo podere, in località Foscapano, nel territorio di Capestrano. Il Castagna prontamente consegnò il 29 settembre al Real ispettore aggiunto alle antichità Antonio Luigi Pietrogrande, come da lettera verbalizzata ed autografata. 
La statua del guerriero fu ritrovata in frammenti in seguito ricomposti. Il fatto che la statua avesse le gambe mozzate in modo netto e preciso, probabilmente a seguito di un’azione volontaria nel tentativo di tirare giù la statua, indusse l'archeologo Giuseppe Moretti a successivi scavi, grazie ai quali si giunse ad una vera e propria necropoli in cui spiccarono molti altri ritrovamenti tra cui svariati manufatti ornamentali femminili. Si pensa, infatti, che sia la statua del guerriero, sia il busto di donna, facessero parte dello stesso gruppo scultoreo.
La scultura fu assicurata alla allora soprintendenza archeologica delle Marche e Abruzzi insieme al corredo funebre e al torso rinvenuto, detto "Dama di Capestrano". In seguito la soprintendenza archeologica dell'Abruzzo collocò la statua a Chieti nel museo archeologico nazionale d'Abruzzo, dov'è esposta in una stanza apposita al piano terra del museo.

## Descrizione
Il guerriero, la cui decorazione doveva essere in origine completata dal colore dipinto (restano in alcuni punti tracce di colore rosso), rappresenta, in dimensioni più grandi del vero (l'altezza, senza la base, raggiunge i 2,09 m), una figura maschile stante, con braccia ripiegate sul petto, in costume militare. La testa è coperta da un elmo da parata a disco che copre le orecchie e ha una maschera sul volto; il torace è protetto da dischi corazza retti da corregge, mentre un altro riparo, in cuoio o in lamina metallica, sorretto da un cinturone, protegge il ventre. Le gambe recano degli schinieri e i piedi calzano dei sandali. Appesi davanti al petto, il guerriero porta una spada, con elsa e fodero decorati, e un pugnale. A destra regge una piccola ascia. Gli ornamenti sono costituiti da una collana rigida con pendaglio e da bracciali sugli avambracci.

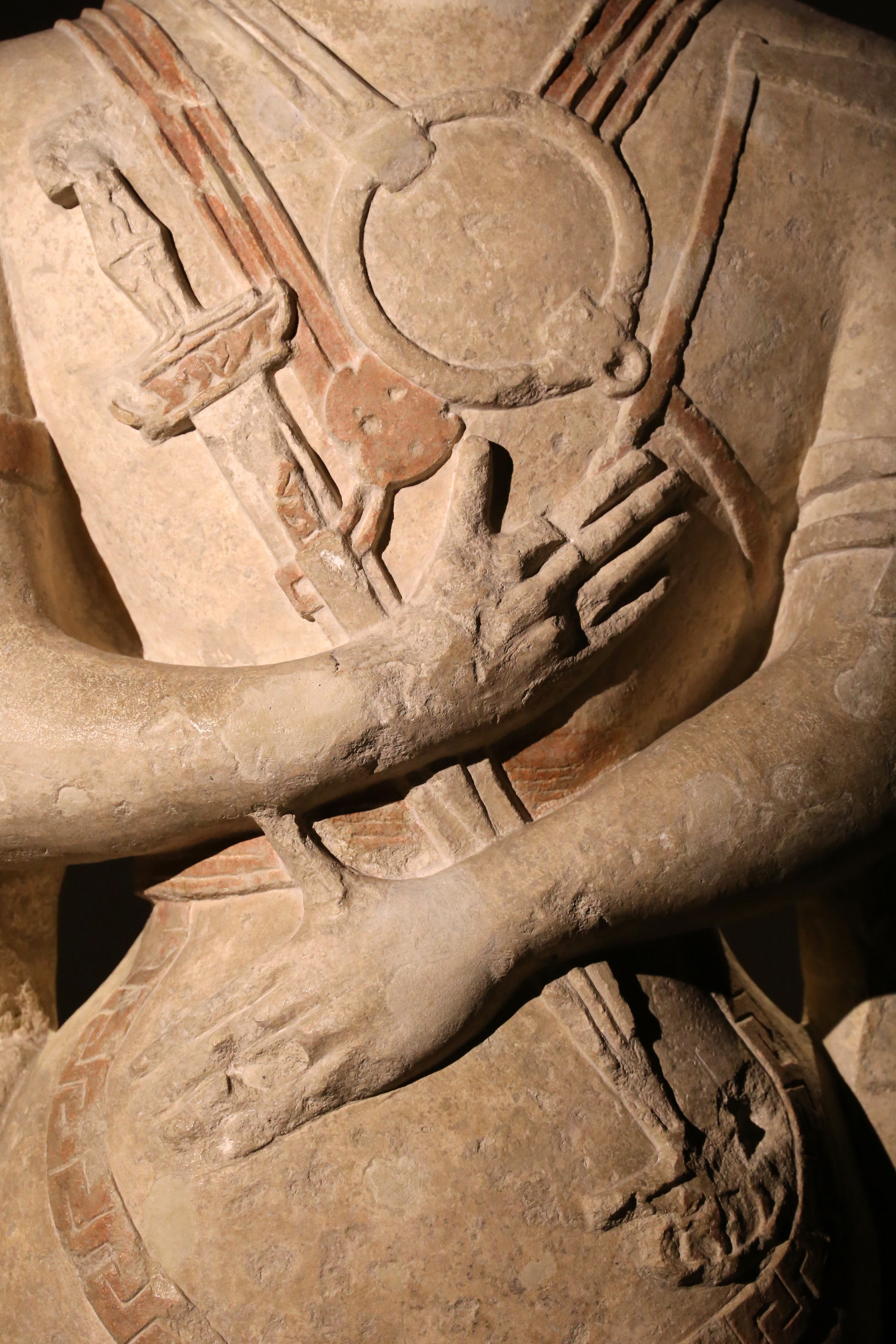
Dettaglio del busto con lo scudo

Il copricapo (di 65 cm. di diametro), caratteristico per le sue larghe tese che lo fanno assomigliare ad un sombrero, è stato interpretato come un elmo da parata, dotato di cimiero (sulla parte superiore si notano le tracce di una cresta sporgente, oggi perduta), oppure come lo scudo (difesa), che veniva portato sulla testa quando non era in uso in battaglia.
La figura poggia su un piedistallo ed è sorretta da due pilastrini laterali, sui quali sono incise delle lance. Sul sostegno di destra vi è un'iscrizione in lingua picena, un'unica riga di testo con verso dal basso in alto e parole separate da punti: MA KUPRí KORAM OPSÚT ANI{NI}S RAKINEL?ÍS? POMP?[ÚNE]Í. Il senso del testo è stato ipotizzato come Me, bella immagine, fece (lo scultore) Aninis per il re Nevio Pompuledio (Adriano La Regina) o, più cautamente come fece (fare) Aninis per Pomp? (Calderini et al. 2007). Il guerriero è probabilmente raffigurato morto, come suggeriscono la maschera facciale e i sostegni. Si trattava probabilmente della statua posta come segnacolo sulla tomba regale.
Di eccezionale qualità, la statua sembra inserita nel quadro della scultura picena, per il quale non mancano altri esempi di grandi dimensioni (una stele antropomorfa proveniente da Guardiagrele e una testa di guerriero da Numana).
L'anatomia del guerriero non è definita come nei coevi kouroi greci, ma è più approssimativa, mentre molta più cura è stata dispensata nel raffigurare dettagli come le armi, per sottolineare il rango e l'importanza del personaggio.